# في (فلم 2014)
في (بالإنجليزية: Viy) هو فيلم فنتازيا روسي من بطولة جيسون فليمينغ، تشارلز دانس وأغنيا ديتكوفسكيت.صدر الفيلم في 30 يناير 2014.

## روابط خارجية
مقالات تستعمل روابط فنية بلا صلة مع ويكي بيانات